# J.-J.-J. Rigal
Pour les articles homonymes, voir Rigal.
J.-J.-J. Rigal, pseudonyme de Jacques-Joachim-Jean Rigal, est un graveur, peintre et sculpteur français, né le 29 juillet 1926 à Paris 17e et mort le 24 février 1997 à Fontenay-aux-Roses.

## Biographie
Jacques-Joachim-Jean Rigal est le fils du graveur Edmond Rigal, chef d'atelier chez Paul Haasen avant d'ouvrir son propre atelier en 1927 à Fontenay-aux-Roses, rue Guérard, à quelques mètres de la maison natale de Pierre Bonnard. Edmond initie son fils à la gravure, dès 1930, il reçoit les encouragements de Jacques Schiffrin, André Malraux et Jean Cassou. En 1934, il fait l'objet d'une exposition personnelle, sur laquelle écrit André Malraux, à la suite de quoi il expose au Salon d'automne de 1936. Il effectue des séjours en Auvergne avec sa famille au début de la Seconde Guerre mondiale et réalise des lavis, dessins et peintures.
Il se marie le 16 décembre 1949 à Neuilly-sur-Seine avec Denise Nesme. De cette union est née leur fille unique Nicole Rigal, en 1950. Cette même année, il reprend l'atelier de son père à Fontenay-aux-Roses. Il y forme des taille-douciers et conseille les jeunes graveurs de l'époque comme Mario Avati, Pierre-Yves Trémois ou Lars Bo. C'est à cette époque qu'il réalise des gravures en couleurs.
J.-J.-J. Rigal grave beaucoup et expose dans le monde entier. Il a, notamment, illustré des livres de bibliophilie et a fondé avec son ami le poète Francis Garnung la société de bibliophiles « Les Impénitents ».
Membre du Comité international du livre illustré et du Comité national de la gravure française, il a fait partie de la Société des peintres-graveurs français. Il est inhumé au cimetière de Fontenay-aux-Roses avec son père.

## Récompenses
- 1954 : Prix national de la gravure
- 1963 : Prix de l'Île-de-France de gravure

## Collections publiques
Le département des estampes et de la photographie de la Bibliothèque nationale de France à Paris conserve plusieurs centaines de ses estampes.

## Postérité
- « Les Amis d'Edmond et J.-J.-J. Rigal », association loi 1901, est fondée en 1999. Elle décerne depuis 2002 le Prix Rigal de la Gravure Originale décerné à un jeune graveur de moins de 37 ans.